# Aleni (Rombo)
Aleni (auch Keni Aleni) ist ein Verwaltungsbezirk (Ward) des Distrikts Rombo in der tansanischen Region Kilimandscharo.

## Geografie
Aleni liegt im Nordosten von Tansania etwa 30 Kilometer Luftlinie nordöstlich der Regionshauptstadt Moshi an der Grenze zu Kenia. Der schmale Bezirk hat eine West-Ost-Ausdehnung von 30 Kilometern, ist aber maximal 3 Kilometer breit. Er grenzt im Norden an Shimbi und Shimbi Kwandele, im Osten an Kenia, im Süden an Mengeni und im Westen an Old Moshi Mashariki, Mbokomu und Uru Mashariki, die alle drei im Distrikt Moshi liegen.
Bei der Volkszählung 2022 lebten 10.178 Menschen in 2643 Haushalten auf einer Fläche von 41,7 Quadratkilometern.

## Gliederung
Der Bezirk besteht aus zwei Gemeinden (Mtaa) mit zwölf Orten (Kitongoji):
| Machame Aleni - Tokora - Chamburu - Boomo Kwamlengu - Kibosou - Kiseeni | Aleni Chini - Makaviti - Mabia - Mnyanyange - Kibosou - Mandateni - Booni - Makengereni |

## Wirtschaft und Infrastruktur
- Bildung: Aleni Secondary School, Keni Secondary School und Booni Secondary School sind staatliche weiterführende Schulen mit einer Ausbildung bis zur 4. Stufe.[7][8][9][10]
- Verkehr: Durch den Bezirk verläuft die asphaltierte Nationalstraße T21, die östlich des Kilimandscharo nach Kenia führt.[11]
- Touristik: Die Marangu-Route auf den Kilimandscharo führt durch Makiidi.[12]